# 1899 v dopravě
Tento článek obsahuje seznam událostí souvisejících s dopravou, které proběhly roku 1899.

## Březen
- 4. března

 V Praze zprovozněna pro veřejnost potrubní pošta.

## Duben
- 1. dubna

 V Olomouci zahájen provoz elektrické tramvaje.

## Červen
- 11. června

 Byl zahájen provoz na drahách společnosti Místní dráha Strakonice–Blatná–Březnice s odbočkami, konkrétně se jednalo o tratě Březnice–Strakonice, Nepomuk–Blatná a Březnice – Rožmitál pod Třemšínem
- 29. června

 V Plzni zahájen provoz elektrické tramvaje.

## Červenec
- 1. července

 V Ústí nad Labem byl zahájen provoz elektrické tramvaje.

## Září
- 25. září

 Zahájena železniční doprava na tratích Heřmanův Městec – Chrudim – Moravany – Borohrádek, Chrudim – Chrudim město a Chrast u Chrudimi – Hrochův Týnec.

## Prosinec
- 30. prosince

 Zahájena železniční doprava na trati Dolní Lipka – Štíty.